# Haletta semifasciata
Haletta semifasciata — вид губанеподібних риб родини австралійські губані (Odacidae), що утворює монотиповий рід Haletta.

## Опис
Максимальна довжина тіла сягає 29 см

## Спосіб життя
Це всеїдна риба, що живиться поліхетами, черевоногими молюсками, ракоподібними (краби i амфіподи), водоростями i зостерою. У шлунку риби знаходили також форамініфери, двостулкові молюски та офіури.

Це морська, демерсальна риба, яка мешкає у субтропічних прибережних водах на глибині до 10 м, заходить у прісноводні естуарії річок.

## Поширення
Зустрічається в Індійському океані та на заході Тихого океану у прибережних водах Австралії та Тасманії).